# Eremophila
Az Eremophila a madarak osztályának verébalakúak (Passeriformes) rendjébe és a pacsirtafélék (Alaudidae) családjába tartozó nem. Régebben az Alauda nembe sorolták ezt a két fajt is.

## Rendszerezésük
A nemet Friedrich Boie ornitológus és ügyvéd 1828-ban, az alábbi 2 faj tartozik:
- havasi fülespacsirta (Eremophila alpestris)
- sivatagi fülespacsirta (Eremophila bilopha)

## Előfordulásuk
Észak-Amerika, Európa, Ázsia és Afrika északi részén honosak. Természetes élőhelyeik a szubtrópusi és trópusi sivatagok, gyepek és cserjések. Állandó nem vonuló fajok.

## Megjelenésük
Testhosszuk 14-17 centiméter körüli. Mindkét fajnak fülszerű tollpamacsa van.